# 广南西路

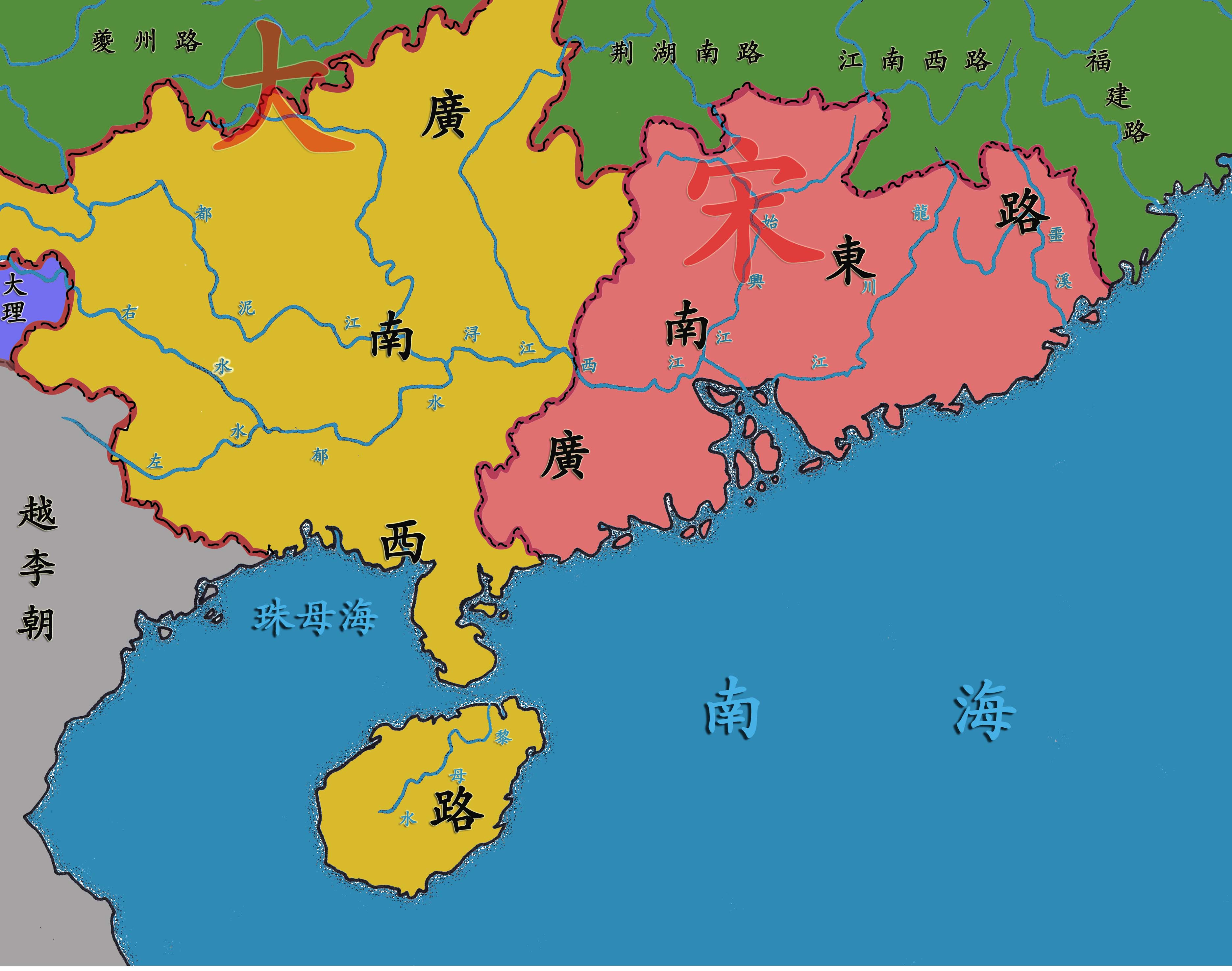
宋 两广与海南岛

宋代设置广南东路和广南西路。其中广南西路包括今广西全境，以及雷州半島、海南岛等地。「广西」之称由此而来。